# Dinar (moeda)
Dinar (em persa médio: dēnār; em persa: دینار; romaniz.: dīnār; em árabe: دينار; romaniz.: dīnār; pl. dinanir) era a unidade de ouro da cunhagem do Império Sassânida e mundo islâmico, bem como uma unidade monetária.

## História

### Império Sassânida

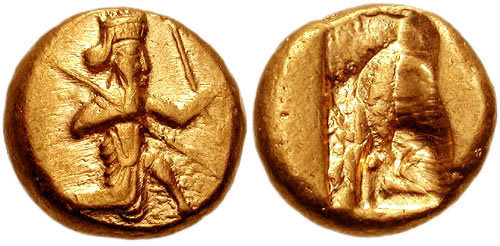
Dárico do tempo de a

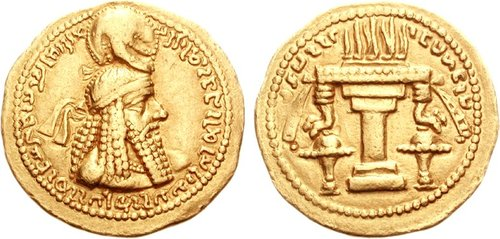
r.

O nome deriva do grego δηνάριον (latim denarius), que originalmente significou um moeda de prata, mas no período pós-Constantino (r. 306–337), tornou-se sinônimo de soldo (solidus), denário áureo (denarius aureus) ou νόμισμα χρυσουν (nómisma chrysoun). Desde a República Romana, a palavra denário era usada à cunhagem no Oriente, enquanto em Roma e no Ocidente áureo era usado. Os dinares eram cunhados por prestígio, sobretudo remontando à tradição aquemênida encarnada no dárico de ouro, e não tinham valor econômico. O bimetalismo monetário não existiu nas várias dinastias pré-islâmicas. O Império Aquemênida permaneceu até o fim do século V a.C. "um país sem cunhagem propriamente", pois sua cunhagem não tinha valor nominal. O dárico, introduzido pelo xá Dário I (r. 522–486 a.C.) e cunhado sob prerrogativa real, valia apenas um lingote, e o siglo de prata circulou apenas nas áreas culturalmente gregas da Ásia Menor. No tempo de Alexandre, o Grande (r. 336–323 a.C.), a situação muda com a retirada das antigas moedas e a introdução de moedas de prata em territórios persas onde antes não circulava.
Não há moedas de ouro conhecidas do Império Arsácida e os dinares só começaram a ser cunhados durante o Império Sassânida. Do reinado de Artaxer I (r. 224–242) ao de Sapor III (r. 383–388), seu peso variou de 7 a 7,4 gramas e como os dirrãs de prata, portavam no obverso um busto do rei coroado olhando a direita e no reverso o altar de fogo flanqueado por duas figuras. Por ser uma moeda sobretudo cerimonial, raramente foi atestada nas fontes literárias iranianas; uma exceção é a inscrição Feitos do Divino Sapor na qual foi mencionado que após a vitória sassânida na Batalha de Misiche (Perisapora) em 244 os romanos pagaram uma soma de 500 000 dinares como resgate pela vida do imperador Filipe, o Árabe (r. 244–249) e sua família. Sapor emitiu dinares em Marve, inclusive com o nome da casa da moeda, o que era incomum em moedas de ouro. Sob Sapor II (r. 309–379), que frequentemente residiu em Marve, a maior porção dos dinares foi cunhada no leste persa, de modo a pagar os custos de guerra.

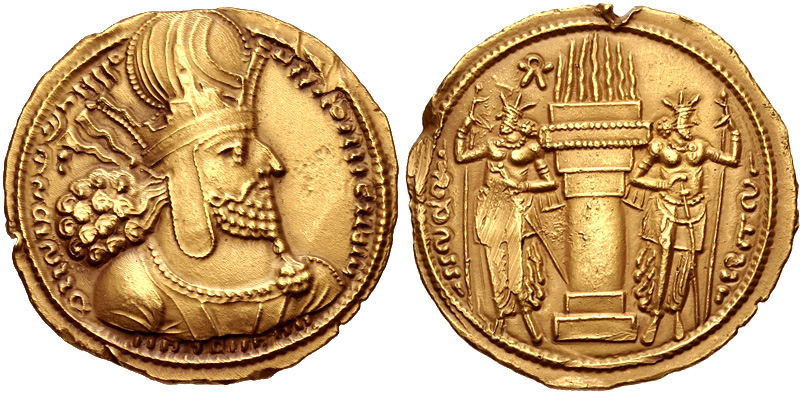
de ca. 260-270

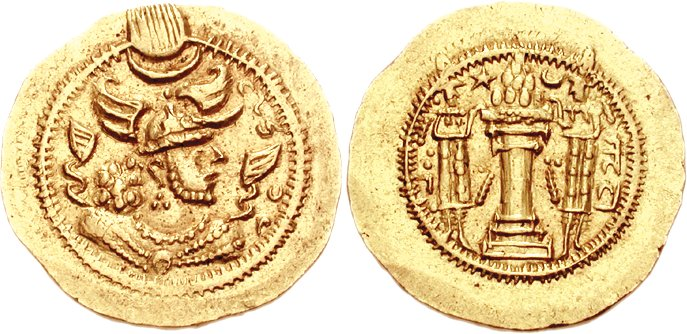
r.

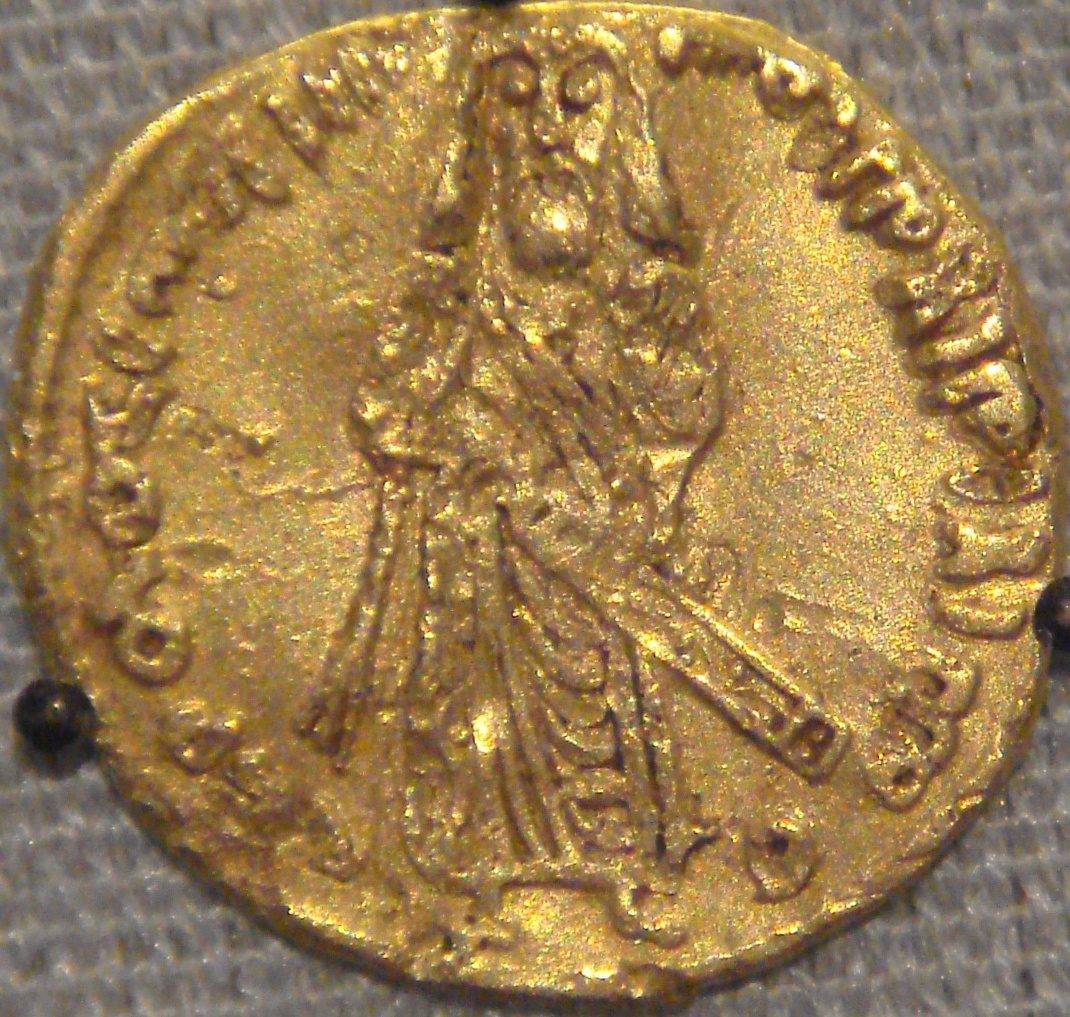
Omíada, de Abedal Maleque ibne Maruane r.

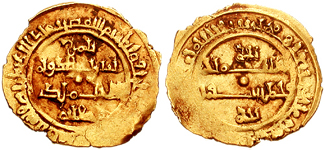
Tari de Roberto Guiscardo, ca. 1072

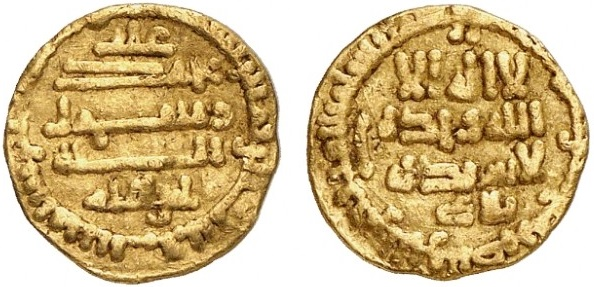
. Aglábida, de r.

Dinares duplos, introduzidos por Artaxer, foram cunhados apenas sob Hormisda II (r. 302–309). ⅙ de dinares são atestados do reinado de Vararanes II (r. 274–293) ao de Cavades I (r. 488–531). Sob Vararanes IV (r. 388–399) o dinar de 7 gramas não foi mais feito. Sob Perozes I (r. 459–484), caiu para 3,5 gramas, mas sob para 4,2 com seus sucessores. Vararanes IV introduziu a cunhagem de peças de ouro de 4,54 gramas, correspondendo ao soldo romano, e emitiu uma peça de dinar de 1,5 grama. Ele e 2 sucessores, Isdigerdes I (r. 399–420) e Isdigerdes II (r. 438–457), emitiram ⅓ de dinares de 1,5 gramas. O dinar assim servia como produto comercial, vendido em peso e finura. A maioria dos xás cunhou dinares, e não se sabe o motivo daqueles que não fizeram. As legendas dos dinares de Cavades I e Cosroes I (r. 531–579) fornece evidência de que sua cunhagem marcava a ascensão ao trono.
Após a conquista de Báctria por Sapor I em 265-69 (?), os xás dos cuchanas mantiveram a tradição regional emitindo dinares imitando aqueles dos últimos reis cuchanas mas com representações de altares de fogo e inscrições que enfatizavam a adesão ao zoroastrismo. Sob Perozes, a maioria dos dinares eram emitidos em Bactro, embora alguns foram emitidos em Gueartaxaro. Pensa-se que sob Sapor foram recunhados dinares duplos romanos como dracmas, talvez após a Cerco de Antioquia de 253, o principal centro de cunhagem no Império Romano no Oriente; tais recunhagens explicariam a baixa qualidade das moedas. Sob o usurpador Vararanes VI (r. 590–591), seus dinares são de fino acabamento, mas refletem íntima dependência dos modelos bizantinos.

### Mundo islâmico
Os árabes estavam familiarizados com o termo denário e com a cunhagem de ouro romana e bizantina antes do islamismo. O tipo mais antigo de dinar árabe, não datado e atribuído a aproximadamente ao ano 691-692 e cunhado quase certamente em Damasco, imita o soldo do imperador Heráclio (r. 610–641) e seus dois filhos, mas com os símbolos cristão específicos sendo removidos e em seu lugar se introduzindo uma legenda religiosa árabe. Um novo tipo, mais distintamente árabe, com o califa de pé com uma espada, aparece na capital omíada de Damasco com uma moeda datada de 693-694 e é repetida em 695 e 696; em 696-699 a reforma monetária de Abedal Maleque ibne Maruane (r. 685–705) afeta muito o estilo que desde então, em raras exceções, é só epigráfico. Eram cunhados na capital, com trechos corânicos em árabe e um novo peso de 4,25 gramas. Na Ifríquia e Alandalus, o dinar teve uma história precoce independente. Antes de aproximadamente o ano 704, a unidade e suas frações imitam o soldo cartaginês de Heráclio, mas porta legendas muçulmanas em abreviada tradução latina. Depois, até o ano 713-714, as imagens são apagadas e as datas às vezes são dadas em anos de indicção. Em 713, os anos da Hégira aparecem, em 715-716 há legendas bilíngues e no início do século IX a Ifríquia (Cairuão) e o Alandalus (Córdova) emitiram dinares do tipo puramente árabe, diferente apenas em menor detalhe do reformado dinar do Oriente. A cunhagem de ouro no Alandalus cessa em 724-725, exceto por uma moeda anômala não publicada e datada de 744-775, e não recomeça até 929 sob Abderramão III (r. 912–961). Na Pérsia, os dinares podem ter circulado nesse momento, mas os dirrãs (derivados dos dracmas) de prata são preponderantes.
O peso padrão no primeiro dinar transicional parece ter sido o mesmo dos soldos bizantinos, ou seja, 4,55 gramas. Com a reforma de Abedal Maleque, o peso foi reduzido para 4,25 gramas. A precisão do último peso é atestado não apenas pelos pesos de dinares bem preservados, mas também pela evidência de pesos de frações de dinar e dinar de vidro egípcio que datam do final do século VII e começo do VIII. O padrão reduzido do dinar pós-reforma é resultado da decisão de redefinir o metical (dinar) em termos convenientes de 20 cirates siro-árabes de 0,2125 gramas no lugar de 21 3⁄7 cirates ou "22 cirates menos uma fração" que eram usados pelos árabes no tempo islâmico para expressar o peso do mitecal. O último se baseava no dracma ático, que teoricamente pesava 4,37 gramas, mas ao circular na Arábia pesava um pouco menos. Seu padrão de peso foi mantido na maioria do mundo islâmico até o século X e desde então foi extremamente irregular tanto em peso como pureza. De todo modo, o dinar geralmente passava peso em vez de falsidade, exceto quando os pagamentos foram feitas em bolsas seladas (surra) de moedas de peso e finura garantidos.
½ dinar (nicefe, semisse) e ⅓ de dinar (tulte, tremisse) foram emitidos na Ifríquia e Alandalus no período de transição e no começo do século VIII, enquanto pesos de vidro para tais frações (2,12 e 1,41 gramas) continuaram ser emitido até o terceiro quartel do século. O ¼ de dinar (rube) foi introduzido pelo Emirado Aglábida na Ifríquia no começo do século IX e depois emitido em grandes quantidades pelo Califado Fatímida na Ifríquia e Sicília, onde eram chamado tari, bem como no Alandalus sob Abderramão III e seus sucessores e alguns reis das taifas.

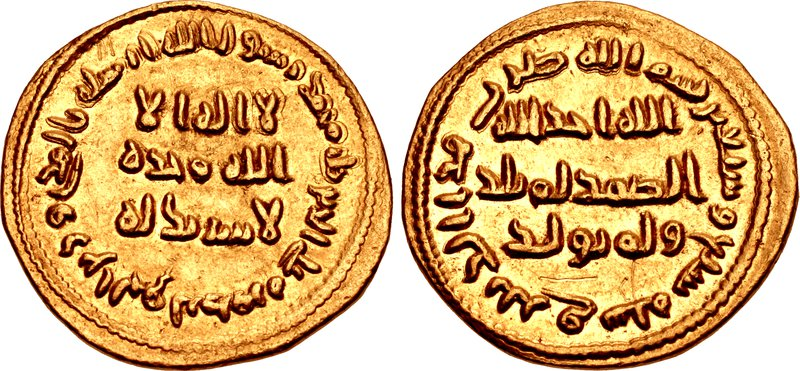
De Abedal Maleque, pós-reforma

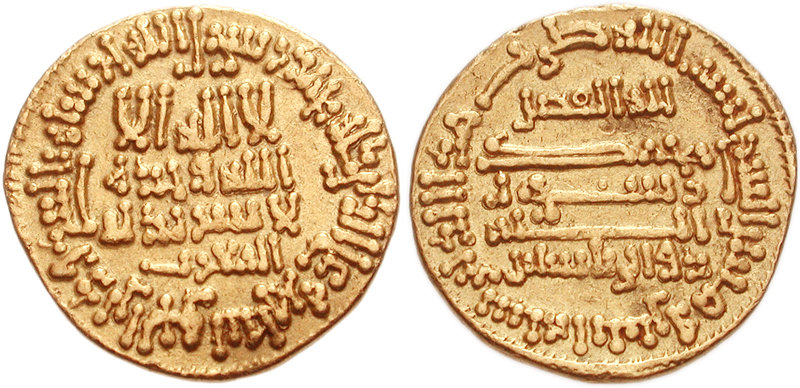
Abássida, de Almamune r.

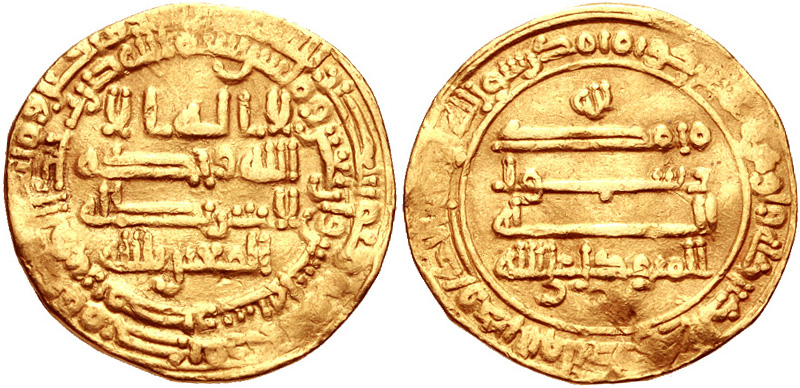
Abássida, de Mutavaquil r.

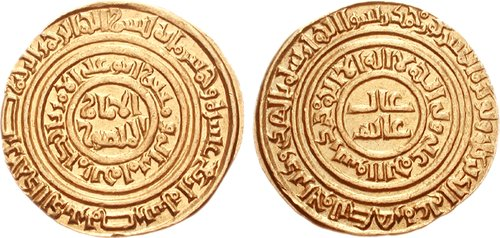
Fatímida, de Alamir r.

Em 750, quando o Califado Omíada foi derrubado pelo Califado Abássida, a casa da moeda califal foi transferida ao Sauade (sul do Iraque), o antigo território do Império Sassânida, onde os abássidas estabeleceram sua capital. Cerca de 763-764, a capital e casa da moeda foram transferidas para Bagdá. Nelas não havia o nome do califa e suas inscrições eram puramente corânicas, exceto para uma data escrita em palavras. Em 786, uma segunda casa da moeda abássida foi estabelecida no Egito em Fostate e ocasionalmente os dinares foram emitidos em outros locais no oeste do califado. Na Pérsia, foram emitidos desde 835, em Marve, e então sua cunhagem se espalha por outros cidades orientais. Entre os centros mais importantes dos séculos IX e X estavam Avaz e centros vizinhos (Sucal Avaz, Tostar, etc.), Rei (então Moamadia), Samarcanda e Marve. George Miles enumerou 13 centros de cunhagem de ouro abássida na Pérsia, além daquelas no Iraque, Azerbaijão e Cáucaso. No século X, Nixapur torna-se o centro mais produtivo e mantém sua posição até a invasão mongol. Ispaã, Rei e Avaz também continuaram relevantes, mas cerca de 40 cidades emitiram dinares sob o Império Seljúcida de uma vez ou outra.
Em aparência, o dinar califal e da maioria das dinastias independentes diferiu pouco. O protótipo possuía o shahada e parte do Alcorão CXII no centro, a "missão profética" (Alcorão IX.33) e uma fórmula que declara a data da emissão por extenso nas margens circulares. Sob os abássidas altera-se um pouco o arranjo. Até 786-787, era anônimo; depois, o nome do funcionário encarregado do controle da cunhagem começa a aparecer. As moedas de Alamim (r. 809–813) e Almamune tinham seus nomes, e desde Almotácime (r. 833–842) o nome do califa aparece regularmente. Até 813-4, não se indicava a casa da moeda. Gradualmente, outras legendas são adicionada, como o nome do herdeiro aparente, legendas religiosas complementares e depois os nomes de dinastias e príncipes independentes. Os fatímidas, embora não abandonem inteiramente o estilo do protótipo, introduziram legendas xiitas e um tipo no qual as inscrições eram organizadas em círculos concêntricos.
Os dinares da Pérsia foram todos cunhados após a padronização da cunhagem sob Almamune (r. 813–833). Neles havia inscrições que foram continuadas pelas dinastias que reconheceram o Califado Abássida até o século XIII e muitas eram as mesmas introduzidas por Abedal Maleque em 697. No observo havia 3 ou mais linhas horizontais no centro começando com lā elāh ellā Allāh waḥdaho, lā šarīk laho ("Não há nenhum [outro] deus mas Deus apenas, nenhum é associado com ele"). Embora a regra nem sempre fosse seguida, se havia um governante subordinado nomeado na moeda, como o herdeiro califal ou um dinasta local, seu nome comumente aparecia abaixo dessas linhas, enquanto o califa ou chefe de facto eram nomeados no reverso. Duas inscrições circulares cercaram o campo central. As inscrições internas tinham o centro de cunhagem e data na fórmula besm Allāh żoreba hāḏa’l-dīnār be- (casa da moeda) sana (ano em palavras), "Em nome de Deus esse dinar foi emitido em [...] ano [...]". A inscrição externa era le’llāh al-amr men qabl wa men baʿd wa-yawmaʾeḏen yafraḥo al-moʾmenūn be-naṣr Allāh, "o comando é de Deus, no passado e no futuro, e naquele dia os crentes devem se alegrar na ajuda vitorioso de Deus" (Alcorão 30.4-5), que aparece pela primeira vez em 814 quando as forças de Almamune tomam Bagdá.
No reverso, e no topo do campo interno, quase todos os dinares tinham a palavra le’llāh ("para Deus", "por Deus" ou "de Deus"), cujo significado não é totalmente conhecido. A principal inscrição central, em três ou mais linhas horizontais, come como Moḥammad rasūl Allāh, "Maomé o mensageiro de Deus", que frequentemente era seguida, se havia espaço, pela fórmula ṣallā Allāh ʿalayhe wa sallam, "Deus abençoa-o e confere-lhe salvação". Isso era seguido pelo título califal, usando apenas seu honorífico e, quando apropriado, o nome secular e títulos do governante. O campo era cercado por uma inscrição circular: Moḥammad rasūl Allāh arsalaho be’l-hodā wa dīn al-ḥaqq le-yoẓheraho ʿalā al-dīn kollehe wa law kareha al-mošrekūn, "Maomé é mensageiro de Deus, que envia-o com orientação e a religião da verdade para fazê-lo supremo sobre todas as outras religiões mesmo embora os politeístas podem detestá-lo." (Alcorão 9.33).

Samânida, de r.

Buída, de Adude Adaulá r.

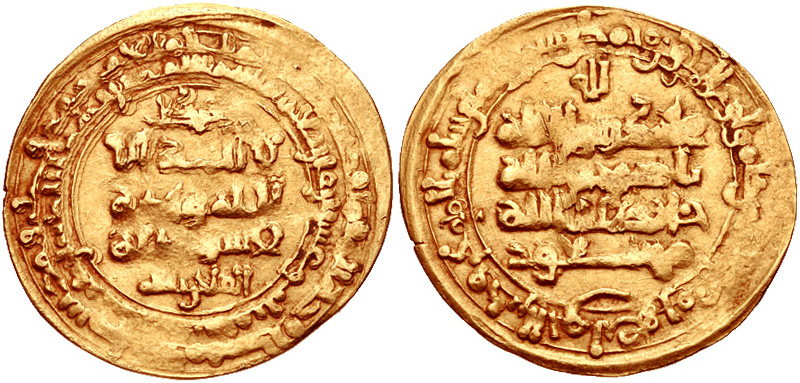
Gasnévida, de r.

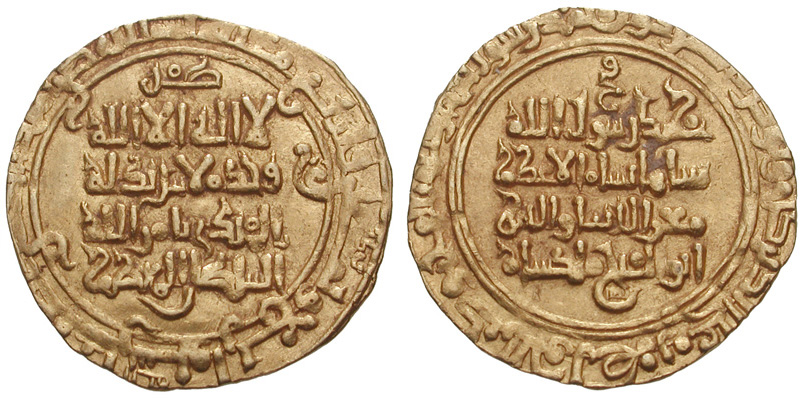
Seljúcida, de r.

Era o tipo padrão do Império Samânida, Império Buída, Império Gasnévida, Império Seljúcida e seus coetâneos dos séculos X e XIII. A prolixa titulação e os vários soberanos dos séculos X e XI fizeram com que as inscrições centrais fossem muitas vezes superlotadas. Como solução, os gravadores colocavam nomes ou partes de nomes e títulos em letras menores, acima, abaixo ou verticalmente, à direita ou à esquerda das principais inscrições. Outras variações dentro do formato padrão foram obtidas pelo uso de vários roteiros, pequenos ornamentos florais ou abstratos e proporções variantes dos diferentes elementos do desenho. Especialmente no Coração, sob os samânidas tardios e seus sucessores, a gravura tornou-se uma arte altamente desenvolvida; às vezes os gravadores até assinaram seus dados em letras minúsculas que dificilmente podem ser lidas sem ampliação. Muito raramente os cânones aceitos do padrão de moedas foram abandonados completamente ou em parte; novamente, isso foi sobretudo um desenvolvimento oriental.
Quanto a finesa, no padrão precoce foi muito alta, com moedas pós-reforma variando entre 96% e 98%. O padrão prevaleceu o mesmo durante boa parte do Califado Abássida, com exceção dos anos de guerra civil entre Alamim e Almamune, o período entre o fim do Emirado Tulúnida e o começo do Emirado Iquíxida no Egito e o Império Buída em Bagdá. Menos depreciado, mas ainda abaixo do padrão anterior, é o ouro do califa Anácer (r. 1180–1225) e seus sucessores que retomam a emissão de dinares e múltiplos em seus próprios nomes em Bagdá nos últimos anos do Califado Abássida. No Egito fatímida, o padrão excedia 98% e mesmo se aproximou de 100% sob Alamir (r. 1101–1130). Sob o sultão Saladino (r. 1174–1193) cai para 90%, mas sobe novamente para 98-100% sob seus sucessores, sobretudo Camil (r. 1218–1238), a ponto de ibne Bara escrever entre 1237 e 1257 que "não havia nem no Ocidente nem no Oriente dinares de um padrão que exceda o padrão dos de Alamir Camil". Não há estatísticas confiáveis à sua finura no tempo que declinou no Oriente (Império Gasnévida, Império Seljúcida, Império Corásmio, etc.) mas pelas informações disponíveis é possível dizer que no Coração Oriental nos séculos XI e XII a liga é de baixo teor de eletro contendo grande porcentagem de prata. Frações de eletro também aparecem nas taifas do Alandalus.
A cunhagem de ouro foi a única usada pelos seljúcidas e seus contemporâneos e não se sabe como transações menores eram feitas, uma vez que os dinares era valiosos; pensa-se que antigas moedas de prata podem ter continuado a circular. No começo do século XII, o ouro também desaparece na Pérsia, mas todas as cunhagens ressurgem no fim do século na Pérsia Oriental sob o Sultanato Gúrida e Império Corásmio. Se conhecem alguns dinares e dirrãs desvalorizados com o nome de Gengis Cã, mas sob seus sucessores não há virtualmente cunhagem na Pérsia por boa parte do século XIII, exceto no Azerbaijão, onde o Ilcanato fez sua capital, e em Xiraz sob o vassalo Reino Salgúrida que cunhou "dinares" de prata e cobre.
Outra mudança do século XI foi o fim do peso padrão fixo, uma resposta prática às realidades econômicas. Os dinares dos séculos XI e XII variam aleatoriamente de menos de um dinar para até cinco ou seis vezes o peso padrão. Isto significava que o valor de qualquer moeda de ouro individual tinha que ser determinado pesando-a, enquanto que inversamente o pagamento de um número especificado de dinares era realizado pesando-se moedas a granel com um equilíbrio em relação ao número correto de pesos padrão de dinar. Era provavelmente o resultado de taxas de cunhagem muito baixas aos dinares, o que tornou o valor monetário de uma moeda dinar muito próximo do valor comercial do ouro, deixando pouca margem à variação de peso que era inevitável quando as moedas eram feitas a mão. Parece ter sido mais fácil aos interessados pesarem todos os pagamentos do que pesar moedas uma a uma.

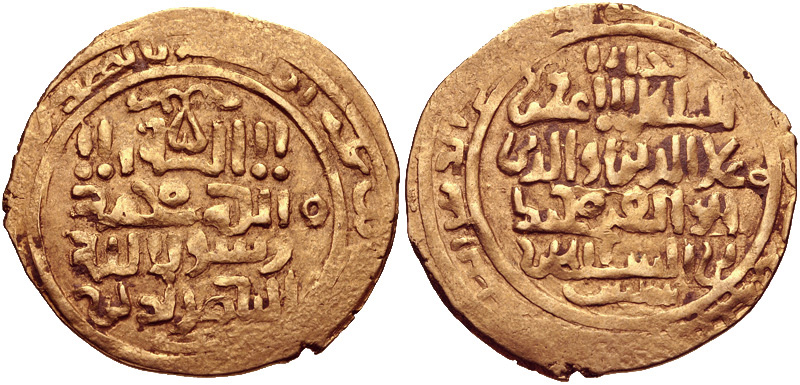
Corásmio, de r.

As moedas de ouro do Egito à Ásia Central continuaram a ter um peso irregular até o século XV. Em 1296, o ilcã Gazã e seu ministro Raxidadim iniciaram um novo sistema destinado a padronizar a cunhagem de todo o seu reino. O dinar era a unidade monetária básica, definida como o equivalente a seis dirrãs de prata, cada um com 4,30 gramas. Era uma unidade de conta, não uma moeda real. Moedas de ouro também faziam parte do novo sistema, mas eram chamadas de meticais, não dinares, e seu valor em relação aos dirrãs e dinares não era fixo. Quando o Ilcanato entrou em colapso e foi substituído por estados competidores de senhores da guerra, o peso do dirrã foi frequentemente reduzido, e o valor do dinar, como um múltiplo contábil do dirrã, declinou em proporção. No final do século XIV, o dinar era uma quantia muito pequena de dinheiro. O tomã, 10 000 dinares, tornou-se uma unidade de conta diária.

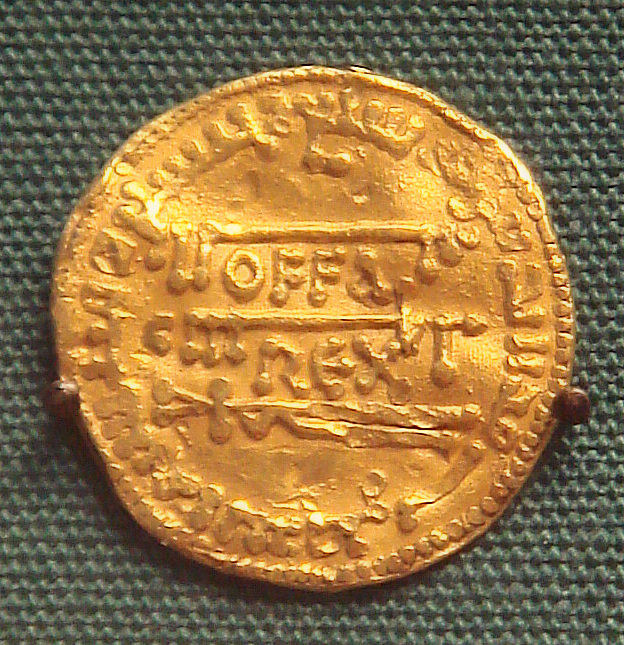
Manco de Ofa da Mércia r. imitando dinar abássida

## Legado
O termo dinar desaparece da cunhagem no século XII no Ocidente, no século XIII no Oriente e Índia, e no século XIV no Egito. Apesar disso, como dinheiro, a palavra foi amplamente usada tanto durante quanto depois de sua circulação como moeda real. A influência do dinar sobre a economia da Europa Ocidental foi grande e seu papel no comércio internacional medieval junto ao soldo ou nomisma bizantino foi largamente estudado. Tal como outros meios de troca populares, houve ocasiões nas quais os dinares foram imitados e o exemplo mais importante foi o besante (também chamado besâncio saracenato, sarrazinas, etc., o árabe dinar suri) dos cruzados, que imitou sobretudo moedas fatímidas de Almostancir (r. 1036–1094) e Alamir. No Mediterrâneo Ocidental, o dinar deu origem ao manco, um termo europeu usado para descrever o dinar árabe e como termo contábil, mas também, com nomes próprios qualificados, para designar imitações cristãs do século XI na Hispânia. O morabitino original (maravedi, etc.) de Afonso VIII de Castela (r. 1158–1214) foi uma imitação do dinar morabitino com legendas cristãs em caráter árabe.